# Eleng'ata Dapash
Eleng'ata Dapash è una circoscrizione rurale (rural ward) della Tanzania situata nel distretto di Longido, regione di Arusha. Conta una popolazione di 10 221 abitanti (censimento 2012).